# Senetsenebtisi
Senetsenebtisi (Snt-snb.tjsj) va ser una princesa egípcia de la XII dinastia. Era la filla d'un rei egipci desconegut, probablement de Senusret III (c. 1872 aC - 1852 aC).
A Senetsenebtisi només se la coneix pel seu enterrament situat al costat de la piràmide de Senusret III a Dashur. Al costat nord de la piràmide hi havia quatre piràmides més petites per a les dones del rei i diversos enterraments més per a les filles del rei. La galeria amb aquests enterraments va ser excavada el 1894 per Jacques de Morgan. Les tombes que s'hi van trobar havien estat saquejades a l'antiguitat.
Es tractava de sepultures en petites cambres a les que s'hi podia accedir des d'una galeria principal. Aquestes cambes contenien els sarcòfags i els vasos canopis de pedra de les princeses que s'hi havien enterrar. Només dos dels sarcòfags portaven inscripció, els de les "filles del Rei" Menet i Senetsenebtisi. Per la posició del seu enterrament sembla probable que Senetsenebtisi fos filla de Senusret III.